# Assedio di Limoges
L'assedio di Limoges venne posto in atto dall'esercito inglese, guidato da Edoardo il Principe Nero, nella seconda settimana di settembre del 1370. La città di Limoges era sotto il controllo inglese, ma nell'agosto del 1370 si era arresa ai francesi, aprendo le sue porte al duca di Berry. Il 19 settembre, la città fu presa d'assalto, con conseguenti distruzioni e morte di numerosi civili. Il sacco pose di fatto fine all'industria dello smalto di Limoges, che era stata famosa in tutta Europa, per circa un secolo.

## Attaccanti
La forza anglo-guascone non era molto numerosa ma era guidata da tre figli di Edoardo III: Edoardo il Principe Nero, Giovanni, duca di Lancaster e Edmondo, conte di Cambridge. Edoardo era un uomo malato e veniva trasportato su una lettiga. Erano accompagnati da soldati esperti come John Hastings, II conte di Pembroke, Sir Walter Hewitt, Guichard d'Angle e il Captal de Buch. L'esercito era piccolo, circa 3200 uomini, comprendente circa 1000 cavalieri, 1000 arcieri e 1200 fanti.

## Difensori
Al momento dell'assedio, il Duca di Berry aveva lasciato Limoges con la maggior parte del suo esercito, lasciando un piccolo presidio di 140 uomini. Secondo Jean Froissart, Jean de Cros, vescovo di Limoges, aveva svolto un ruolo importante nella resa al duca di Berry. Sir John Villemur, Hugh de la Roche e Roger Beaufont sono descritti come aver opposto un'ultima resistenza contro gli inglesi, in una piazza della città, e vennero catturati quando la città fu conquistata.

## Sacco e massacro
Froissart sostiene che Edoardo era stato preso da una "passione violenta" e dichiarò che riconquistare Limoges e punire i francesi per la sua cattura sarebbe stato il suo obiettivo principale. Quando cadde la cinta muraria, Froissart menziona il massacro di tremila abitanti, uomini, donne e bambini, con infrazione delle regole della cavalleria, "infiammati di passione e vendetta". Tre cavalieri francesi catturati fecero appello al duca di Lancaster e al conte di Cambridge per essere trattati "secondo la legge delle armi" e trasformati in prigionieri.
Il racconto di Froissart è talvolta messo in discussione come pregiudizio sugli inglesi. Egli aveva lavorato per la corte inglese, essendo stato al servizio di Filippa di Hainaut, regina consorte di Edoardo III d'Inghilterra, ma all'epoca in cui scriveva era impiegato presso Guido Châtillon, conte di Blois.
Jim Bradbury non discute il racconto di Froissart ma dice semplicemente che quella di Limoges "non era stata un'atrocità eccezionale". Richard Barber, nella sua biografia del Principe Nero, nota che una fonte contemporanea di Limoges registra solo 300 vittime civili e altre fonti del periodo non menzionano affatto morti civili, concentrandosi sui danni alle proprietà. Jonathan Sumption riporta anche che le vittime potevano essere state 300 civili, "forse un sesto della popolazione totale", oltre a 60 membri della guarnigione. Una lettera recentemente scoperta, ed al tempo non nota, di Edoardo il Principe Nero a Gastone III Febo sollevava molti dubbi sulle affermazioni di Froissart. La lettera afferma che vennero presi 200 prigionieri, ma non menziona morti civili.
Sean McGlynn, nel suo libro sulle atrocità nelle guerre medievali, By Sword and Fire, esamina le prove sul massacro e conclude che era stato notevole in quanto le aree urbane più importanti venivano raramente devastate completamente come Limoges. Identifica una complessa interazione di ragioni dietro alle azioni di Edoardo, tra cui il desiderio di punire il tradimento percepito da parte della città, una frustrazione che non poteva impedire ai suoi territori di cadere sotto il controllo dei francesi, gli effetti della sua malattia e il desiderio di liquidare la ricchezza di Limoges e portarla via, perché non poteva difenderla.
Michael Jones esaminando le prove, in un'appendice della sua biografia del Principe Nero, scopre che quelle archeologiche e documentarie puntano a una diffusa distruzione delle proprietà e che ci furono vittime civili ma non al livello del racconto di Froissart, citando una serie di fonti che danno gli uccisi e catturati tra i cittadini e la guarnigione tra 200 e 400 persone. Crede che il racconto di Froissart debba essere liquidato come un "farfugliamento".